# Chengjiao (socken i Kina, Henan, lat 33,66, long 115,20)
Chengjiao (kinesiska: 城郊, 城郊乡) är en socken i Kina. Den ligger i provinsen Henan, i den centrala delen av landet, omkring 190 kilometer sydost om provinshuvudstaden Zhengzhou.
Genomsnittlig årsnederbörd är 998 millimeter. Den regnigaste månaden är augusti, med i genomsnitt 192 mm nederbörd, och den torraste är januari, med 9 mm nederbörd.